# Lygrus clavipes
Lygrus clavipes är en skalbaggsart som först beskrevs av Hermann Julius Kolbe 1894.  Lygrus clavipes ingår i släktet Lygrus och familjen långhorningar. Inga underarter finns listade i Catalogue of Life.